# Рот, Моран
Моран Рот (ивр. מורן רוט‎, 10 ноября 1982 года, Ашдод, Израиль) — израильский баскетболист, игрок команды «Маккаби Тель-Авив» и национальной сборной Израиля.

## Карьера

### Клубная
На протяжении всей карьеры выступал в Израиле за различные клубы. Наивысшим достижением стала победа в чемпионате Израиля в сезоне 2007-08 с командой «Хапоэль (Холон)». В настоящее время выступает за «Маккаби Тель-Авив».

### Международная
С 2006 года выступает за сборную Израиля по баскетболу. 